# Prêmio Jovem Brasileiro de Melhor Cantora Jovem
O Prêmio Jovem Brasileiro de Melhor Cantora Jovem é um dos prêmios oferecidos durante a realização do Prêmio Jovem Brasileiro, destinado à cantora jovem que mais se destacou durante o ano.

## Vencedores
| Ano  | Vencedora    | Trabalho  |
| ---- | ------------ | --------- |
| 2012 | Manu Gavassi | ela mesma |
| 2014 | Anitta       | ela mesma |
| 2015 | Lexa         | ela mesma |
| 2016 | Anitta       | ela mesma |
| 2017 | Anitta       | ela mesma |
| 2018 | Anitta       | ela mesma |
| 2019 | Anitta       | ela mesma |
| 2020 | Ludmilla     | ela mesma |